# Œuvre
Une œuvre (du latin opera : « travail ») est l'objet physique ou virtuel résultant d'un travail anthropique, c'est-à-dire réalisé par l'Homme, ou plus généralement d'interactions naturelles. Elle fait référence à une totalité factuelle ou liée à une vie de la production d'une personne qui a réalisé des réalisations créatives particulières dans le domaine de l'art, la science ou la technologie. L'œuvre complète d'un artiste ou d'un auteur comprend également des œuvres qui ne figurent pas dans son catalogue raisonné, comme des esquisses et des études pour un tableau, un récit ou d'autres innovations.
On peut ainsi distinguer :
- l'œuvre, synonyme d'ouvrage ;
- les œuvres de l'esprit : conçues par un être vivant doué d'intelligence, elles sont la manifestation tangible d'une pensée, même infime par la réalisation d'un objet, d'une action fonctionnelle ou non. En particulier, un chef-d'œuvre était anciennement la preuve de l'excellence que devait présenter le compagnon pour être promu à la maîtrise dans sa corporation ;
- les œuvres caritatives ;
- les œuvres de la nature : objets casuels résultant uniquement de l'interaction de forces de la nature.

## Ouvrage
À la fin XVIIIe siècle, l'œuvre désigne le travail d'un artisan : il est synonyme d'ouvrage. Le mot a différentes significations dans l'art de bâtir :
- « hors-œuvre » lorsqu'on prend les mesures de quelque partie de dehors en dehors, comme d'un pavillon ;
- « dans-œuvre » lorsqu'on prend les mesures de quelque partie eu dedans, comme d'une chambre ;
- « sous-œuvre » se dit d'un bâtiment qu'on soutient par des chevalements et dont on reconstruit les fondements ; c'est le reprendre en sous-œuvre ;
- « mettre en œuvre », employer quelque matière, lui donner une forme, et la mettre en place ;
- « gros œuvre », ensemble des ouvrages de l'édifice qui concourent à la reprise des efforts subis en permanence par la construction ;
- « second œuvre » ou « œuvre léger », ce qui n'est pas du gros œuvre[2].

Ouvrage d'art et œuvre d'art

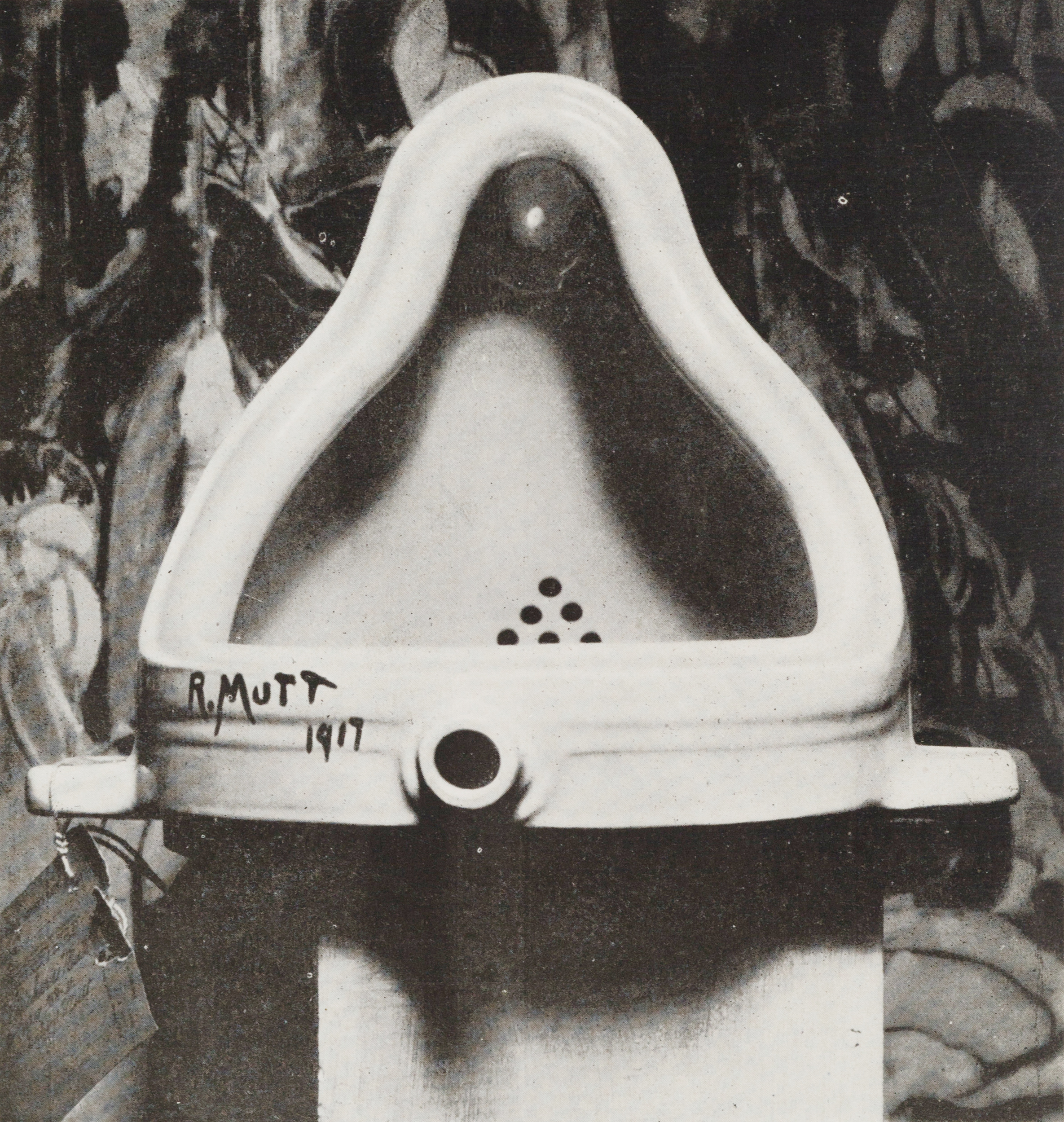
Alfred Stieglitz, photographie de la Fontaine de Marcel Duchamp, 1917.

Le XIXe siècle n'établit pas de distinction véritable entre « ouvrage » et « œuvre ». L'ouvrage renseigne éventuellement sur l'objet final, et l'œuvre, sur la mise en œuvre, la manière d'y parvenir, son exécution (distinction que l'on retrouve en construction dans les termes maître d’œuvre, qui désigne les parties chargées de la réalisation, les entreprises et le maître d’ouvrage qui désigne le propriétaire de l'ouvrage). Il en est de même pour les termes « ouvrage d'art » et « œuvre d'art ». On emploie l'un ou l'autre de manière indifférente, pour désigner une réalisation artisanale ou artistique.
L'avènement de la machine comme instrument de production va nécessiter une étude approfondie des procédés de fabrication. L'ingénieur est une réponse de l'industrie aux nouveaux défis lancés par la révolution industrielle. Les réalisations de l'ingénieur sont désignées couramment par le terme d'« ouvrage d'art ». La distinction entre ouvrage d'art et œuvre d'art tend donc à se renforcer et peut devenir l'objet de débats qui engagent notamment les critiques d'art.
Ainsi pour un critique d'art au XIXe siècle, le terme « ouvrage d'art » pourra correspondre à une sorte de syntagme figé renvoyant à une catégorie bien prévisible issus du génie civil. L'œuvre d'art engage à plus que sa matérialité mise au service de sa fonctionnalité immédiate. Un ouvrage d'art est envisagé comme œuvre d'art lorsqu'il participe à l'activité critique habituellement dévolue à l'œuvre d'art. L'ouvrage d'art a une utilité que n'a pas l'œuvre d'art.
La démarche d'un Marcel Duchamp est symptomatique des questionnements sur l'art au XXe siècle. Duchamp est l'un des premiers à qualifier « œuvre d'art » n'importe quel objet, en accolant son nom à celui-ci. L'attitude du ready-made consiste, initialement, à simplement choisir un objet manufacturé et le désigner comme œuvre d'art. Initiée par Duchamp, cette démarche a donné naissance à une grande partie des pratiques artistiques actuelles, qu'elles s'en réclament ou s'en défendent.

## Œuvres de l'esprit
Pour l'application du droit d'auteur, une définition de l'œuvre ou de la création intellectuelle est élaborée afin d'établir l'éligibilité pour la propriété intellectuelle. Pour les cas de la France, de la Suisse et des États-Unis, des critères sont appliqués et sont accompagnés d'une liste indicative (mais non limitative cependant, donc flexible) illustrant les mediums relevant de l'œuvre et potentiellement, de leurs protections au droit d'auteur. La plupart des pays se basent sur la définition légale de l'œuvre établie par la convention de Berne, qui laisse une marge de manœuvre aux législations nationales.

### Œuvre d'art
Quand une œuvre sert la création d'un art, elle devient un moyen de communiquer en se rapprochant de valeurs esthétiques, car l'œuvre d'art possède un statut autotélique, c’est-à-dire qu’elle n’existe que par elle-même. Dans cette échelle de valeurs, l'esthétique ne s'entend que comme une philosophie de l'art, une réflexion sur les procédés techniques élaborés par l'homme, et sur les conditions sociales qui font tenir pour artistique un certain type d'action.

### Chef-d'œuvre

Château de Chambord (France), un chef-d'œuvre de l'architecture Renaissance

Un chef-d'œuvre est une œuvre accomplie en son genre.

### Grand œuvre
Le grand œuvre est, en alchimie, la réalisation de la pierre philosophale, de la pierre philosophale en poudre, dite « poudre de projection », ou de l'élixir philosophal, teinture active aux mêmes propriétés que la pierre. Cette pierre ou cet agent est susceptible de transmuter les métaux, de guérison infaillible (panacée), et d'apporter l'immortalité.
Par extension, le grand œuvre d'un écrivain, d'un penseur ou d'un artiste est son œuvre principale.

## Œuvres caritatives
Une œuvre est dans ce cas de l'ordre de l'action, menée par :
- une Église ou une congrégation, en faveur des plus faibles ;
- une entité laïque, ou liées à un engagement de personnes croyantes mais laïques.

Cette dernière catégorie d'œuvres relève souvent du bénévolat ou de la philanthropie ; on la retrouve notamment dans le cas des associations caritatives.
En France, l'UNIOPSS, est une union nationale qui regroupe la plupart de ces œuvres laïques ou cléricales pour les accompagner dans leur dialogue avec l'État en matière d'action sanitaire et sociale.